# Hemibystrops vallatus
Hemibystrops vallatus là một loài tò vò trong họ Ichneumonidae.